# Julien Jouanneau
Pour les articles homonymes, voir Jouanneau.
 (janvier 2016).
Julien Jouanneau est un journaliste français. Expérimenté en numérique et print depuis 2004, il est passé par de grands titres de presse français comme L'Express pendant neuf ans de 2011 à 2020, où il fut rédacteur en chef adjoint, après avoir été chef du service culture web et chef des informations web, en travaillant de près avec le papier. Il fut aussi chef de rubrique au Monde Interactif, et a écrit plus de cinq cents articles pour Paris Match, Studio Magazine et Le Progrès de 2004 à 2011. Ses domaines de prédilection sont: l'encadrement d'équipes, les créations originales sur tous supports, la rédaction et les enquêtes, la relecture, l'édition, les réseaux sociaux… 
Également écrivain, il a publié plusieurs essais et romans, dont Confessions d'un pigiste (Cygne, 2008), L'Effet postillon et autres poisons quotidiens (Rivages, 2014), préfacé par Patrice Leconte, La Dictature du bien (éd. de l'Aube, 2016), Le Voyage de Ludwig (Flammarion, 2019) , roman nommé au "Goncourt des animaux" 2019 ou encore Deux litres et demi (Éditions Maurice Nadeau) nommé au Grand Prix RTL Lire 2025.

## Publications
- Confessions d'un pigiste, Éditions du Cygne, 2008.
- L'Effet postillon et autres poisons quotidiens, éditions Rivages, 2014.
- La Dictature du bien, Éditions de l'Aube, 2016.
- Le Voyage de Ludwig, Flammarion, 2019.
- Deux litres et demi, Éditions Maurice Nadeau, 2025.